# Francantonio Genovese
Francantonio Genovese (Messina, 24 dicembre 1968) è un politico italiano, sindaco di Messina dal 14 dicembre 2005 all'8 ottobre 2007.

## Biografia
Laureatosi in giurisprudenza nel 1993, svolge per alcuni anni la professione di avvocato. Figlio di Luigi Genovese (senatore dal 1972 al 1994) e nipote del più volte ministro Nino Gullotti (nativo di Ucria) entrambi esponenti della Democrazia Cristiana, Francantonio Genovese presto si avvicina alla politica e già a diciotto anni si iscrive alla Democrazia Cristiana, e più precisamente nel Movimento Giovanile della DC di cui sarebbe stato presidente per pochi giorni fino al 18 gennaio 1994, allorché lo Scudo Crociato si trasformò in Partito Popolare Italiano (PPI), a cui aderì.
Nel 1995, al momento della scissione del PPI si schiera con la componente del segretario nazionale Rocco Buttiglione, favorevole ad un'intesa con Forza Italia ed il centro-destra. Nello stesso anno partecipa, insieme a Buttiglione alla fondazione del partito dei Cristiani Democratici Uniti.
Nel 1998 viene nominato assessore all'agricoltura nella giunta provinciale di Messina di centro-destra, guidata da Giuseppe Buzzanca. In seguito al coinvolgimento del CDU nel progetto dell'UDR di Cossiga, in virtù del quale Buttiglione porta il partito a sostenere il Governo D'Alema, Buzzanca dopo soli quattro mesi lo allontana dalla sua giunta.
Dissoltasi l'UDR, nel 1999 aderisce al PPI di Franco Marini e Pierluigi Castagnetti, diventandone nel 2000 il segretario della federazione provinciale di Messina.
Dal 2001 è Deputato all'Assemblea Regionale Siciliana nella XIII legislatura, eletto nel collegio di Messina nella lista La Margherita-PPI con 13.832 preferenze.
Attivo anche nel campo imprenditoriale, è azionista e dirigente della società di traghetti guidata da Pietro Franza.
Nel 2001 si candidò anche alla Camera dei deputati, senza essere eletto.
Nel 2002 è diventato vicesegretario regionale della Margherita in Sicilia, mentre nel 2003 è entrato nella direzione nazionale del partito di Francesco Rutelli.
Nel 2005, come rappresentante de l'Unione, si candida a sindaco di Messina: al primo turno ottiene il 45,79% mentre al ballottaggio vince con il 54,56% dei consensi, e si dimette dall'Assemblea Regionale Siciliana.
L'8 ottobre del 2007 decade dal ruolo di primo cittadino per un'opposizione alla regolarità della competizione elettorale, legata alla mancata presenza del simbolo del Nuovo PSI di Gianni De Michelis, a seguito della quale, quasi due anni dopo il voto, il Consiglio di giustizia amministrativa per la Regione siciliana dichiara nulle le stesse elezioni.
Nel frattempo si era candidato alle primarie regionali siciliane del Partito Democratico, dando il proprio appoggio alla linea nazionale di Walter Veltroni. Il 14 ottobre 2007 risulta eletto segretario regionale del Partito Democratico con l'85% delle preferenze.

### Elezione a deputato
Alle elezioni politiche dell'aprile 2008 viene eletto alla Camera dei deputati nella lista del Partito Democratico nella Circoscrizione Sicilia 2. Diventa membro della V Commissione Bilancio della Camera e membro della Commissione Antimafia di cui sarà eletto Segretario.
A giugno 2008 si ricandida quindi alla carica di Sindaco come candidato designato del Partito Democratico nella coalizione di centro-sinistra, ma non viene rieletto, perché battuto al primo turno da Giuseppe Buzzanca.
A dicembre 2012 si candida alle Primarie Parlamentari del PD in Provincia di Messina e con 19.590 preferenze risulta essere il più votato in Italia nella competizione elettorale interna al Partito Democratico.
Il 25 febbraio 2013, sempre tra le file del PD, viene rieletto Deputato alla Camera nel collegio della Sicilia Orientale. È riconfermato come membro nella Commissione Bilancio di Montecitorio da cui si dimette il 14 marzo 2014. Attualmente è membro della Commissione UE della Camera dei Deputati.
Il 4 maggio 2015 è tra coloro che non partecipa al voto sulla nuova legge elettorale: l'Italicum, che viene approvata dalla Camera dei Deputati.
Il 7 dicembre 2015 abbandona il Partito Democratico, assieme a Maria Tindara Gullo, e aderisce ufficialmente a Forza Italia.
Il 22 gennaio 2017 viene condannato in primo grado ad 11 anni per la faccenda dei Corsi d'oro.
Nelle elezioni regionali in Sicilia del 2017 il figlio Luigi, 21 anni, si candida all'ARS nelle liste di Forza Italia. A seguito della competizione risulta essere il candidato di centro-destra più votato di Messina, venendo eletto deputato all'ARS.
Da ottobre 2022 né lui né suo figlio Luigi, rivestono ruoli istituzionali.

### Peculato e truffa
A giugno del 2013 viene indagato della procura di Messina per truffa, peculato e associazione a delinquere in un'inchiesta sui finanziamenti alla formazione professionale. A luglio successivo il suo nome compare nell'inchiesta sempre sulla formazione, che ha portato all'arresto tra gli altri della moglie Chiara Schirò.
A marzo 2014 il GIP del tribunale di Messina chiede la custodia cautelare in carcere di Genovese per reati tributari, nonché per associazione a delinquere finalizzata al riciclaggio, al peculato ed alla truffa per il conseguimento di erogazioni pubbliche. Il 16 aprile 2014, la Giunta per le autorizzazioni rinvia al 18 maggio dello stesso anno la decisione sulla legittimità della richiesta di arresto per Genovese, nonostante scadesse il 18 aprile il termine di legge di 30 giorni entro il quale la giunta era chiamata a decidere.
Il 7 maggio 2014, la Giunta per le Autorizzazioni boccia, a larga maggioranza, la relazione del vicepresidente della Giunta Antonio Leone, deliberando in tal modo parere favorevole alla proposta, alla Camera, di concessione della richiesta di arresto. A favore dell'arresto si schierano 12 deputati (9 PD, 2 M5S, 1 SEL) mentre contro 5 deputati (1 Forza Italia, 1 NCD, 1 SC, 1 PI e 1 Misto-PSI), sui 21 membri totali.
Il 15 maggio, la Camera, dopo uno scontro tra il PD e il Movimento 5 Stelle sul rinvio del voto, autorizza la richiesta di arresto nei confronti di Genovese con 371 voti favorevoli, 39 contrari e 13 astenuti con voto palese (prima volta nella storia della Camera). A favore schierati Pd, M5S, Sel, Scelta Civica, Lega Nord, Fratelli d'Italia-AN, Misto-Minoranze linguistiche, Misto-ex M5S. Contro soltanto Forza Italia, NCD, MpA, Misto-Maie-Api, Misto Psi-Pli oltre 6 deputati del Pd. Si astengono Per l'Italia-UdC, Misto-Centro Democratico e Stella Alpina. In serata si costituisce nel carcere di Gazzi a Messina. Dopo una settimana di carcere il GIP concede gli arresti domiciliari (21 maggio 2014).
Il 30 luglio 2014, la Giunta per le Autorizzazioni della Camera approva la relazione del capogruppo di Per l'Italia Gea Schirò sull'utilizzo delle intercettazioni telefoniche da parte della Procura di Messina nell'ambito dell'inchiesta sui finanziamenti professionali che hanno portato la Camera a concedere l'arresto di Genovese per truffa e peculato. Tuttavia la relazione limita l'utilizzo al 12 dicembre 2011 giorno nel quale Genovese fu iscritto ufficialmente nel registro degli indagati.
Il 7 agosto, la Camera approva a larghissima maggioranza la relazione Schirò con 391 sì e 16 no.
Il parlamentare FI torna in carcere il 15 gennaio 2015, dopo la decisione definitiva della Cassazione..
Il 31 luglio 2015 viene scarcerato perché gli vengono concessi di nuovo i domiciliari.
Torna libero il 26 novembre 2015, per la scadenza del termine massimo di custodia cautelare.
Il 23 gennaio 2017 viene condannato in primo grado dal Tribunale di Messina a 11 anni di carcere. Nel marzo 2018 il sostituto procuratore generale di Messina chiede per Genovese un aggravamento di pena a 12 anni; a settembre 2019 gli è inflitta una condanna di 6 anni e 8 mesi. L'11 ottobre 2021 la Corte di cassazione ha confermato la condanna a 6 anni e 8 mesi con le imputazioni di truffa aggravata per il conseguimento di erogazioni pubbliche, associazione a delinquere, riciclaggio, frode fiscale e tentata concussione.
Secondo la sentenza di appello, il sistema “gonfiato” della formazione professionale a Messina e in Sicilia è stato gestito per anni dalla “galassia politico familiare” dell’ex parlamentare Francantonio Genovese, definendola «un’organizzazione criminale dotata di una stabilità coerente». Secondo i giudici d’appello «...ci si trova in presenza, pertanto di un’organizzazione criminale dotata di una stabilità coerente con l’operatività degli enti la cui struttura e le cui modalità operative erano specificamente orientate a una serie indeterminata di truffe in danno della Regione Sicilia, secondo un programma che accomunava tutti i soggetti coinvolti».
Il 13 ottobre 2021 la Cassazione ha confermato il giudizio in Appello a 6 anni e 8 mesi.

### Corruzione
Nell'ottobre 2019 viene condannato in primo grado dal Tribunale di Messina a 4 anni e 2 mesi per associazione a delinquere finalizzata alla corruzione, nell'ambito di un procedimento sui rapporti politica-criminalità.

## Attività parlamentare
Il deputato Genovese secondo il sito Openpolis.it, risulta essere al 629.mo posto su 630 nella classifica per l'indice di produttività (10,34% di presenze e 89,66% di assenze).